# Acrilonitrilo estireno acrilato
Acrilonitrilo estireno acrilato (ASA) es un termoplástico amorfo desarrollado como alternativa al Acrilonitrilo butadieno estireno (ABS), pero con resistencia a la intemperie mejorada, y se utiliza ampliamente en la industria de la automoción. Es un copolímero de acrilonitrilo de estireno modificado con caucho de acrilato. Se utiliza para la creación general de prototipos en la impresión 3D, donde su resistencia a los rayos UV y sus propiedades mecánicas lo convierten en un material excelente para su uso en impresoras de modelado por deposición fundida.

## Propiedades
ASA es estructuralmente muy similar al ABS. Las partículas esféricas de caucho de acrilato ligeramente reticulado (en lugar de caucho de butadieno), que funcionan como un modificador de impacto, se injertan químicamente con cadenas de copolímero de estireno-acrilonitrilo y se incrustan en una matriz de estireno-acrilonitrilo. El caucho de acrilato se diferencia del caucho a base de butadieno por la ausencia de dobles enlaces, lo que le da al material unas diez veces más resistencia a la intemperie y resistencia a la radiación ultravioleta que el ABS, mayor resistencia al calor a largo plazo y mejor resistencia química. El ASA es significativamente más resistente al agrietamiento por estrés ambiental que el ABS, especialmente a los alcoholes y muchos agentes de limpieza. Normalmente se utiliza caucho de acrilato de n-butilo, pero también se pueden encontrar otros ésteres, p. acrilato de etilo hexilo. El ASA tiene una temperatura de transición vítrea más baja que el ABS, 100 °C frente a 105 °C, lo que proporciona al material mejores propiedades a baja temperatura.
ASA tiene una alta resistencia a la intemperie al aire libre; conserva el brillo, el color y las propiedades mecánicas en exposición al aire libre. Tiene buena resistencia química y al calor, alto brillo, buenas propiedades antiestáticas y es resistente y rígido. Se utiliza en aplicaciones que requieren resistencia a la intemperie, p. revestimientos comerciales, partes exteriores de vehículos o muebles de exterior.
Algunas de las características de ASA son: 
- Es compatible con algunos otros plásticos, a saber, cloruro de polivinilo y policarbonato. Se utilizan compuestos de ASA-PVC.[4]

- Se puede procesar mediante extrusión y coextrusión, termoformado, moldeo por inyección, moldeo por extrusión por soplado y moldeo de espuma estructural.[4]

- Es levemente higroscópico; puede ser necesario el secado antes del postprocesado.[4]

- Muestra una contracción de moldeo (o warping) baja.[5]

- Puede utilizarse como aditivo para otros polímeros cuando se debe reducir su distorsión por calor (lo que resulta en partes deformadas hechas del material).[6]

- Se puede coextruir con otros polímeros, por lo que solo la capa de ASA se expone a altas temperaturas o a la intemperie. Las láminas ASA se utilizan en la decoración en molde para formar, p. paneles exteriores del coche.[6]

- Se puede soldar a sí mismo o a otros plásticos. La soldadura ultrasónica se puede utilizar para unir ASA a PVC, ABS, SAN, PMMA y algunos otros.[4]

- Se puede soldar con disolvente, usando p. ciclohexano, 1,2-dicloroetano, cloruro de metileno o 2-butanona. Dichos disolventes también pueden unirse a ASA con ABS y SAN. Las soluciones de ASA en estos disolventes también se pueden usar como adhesivos.[4]

- Se puede pegar con cianoacrilatos; Sin embargo, la resina sin curar puede causar agrietamiento por tensión. ASA es compatible con adhesivos de base acrílica. Los adhesivos anaeróbicos funcionan mal con ASA. Se pueden usar adhesivos de epoxi y neopreno para unir ASA con maderas y metales.[4]

En comparación con el policarbonato, el ASA tiene una mayor resistencia al agrietamiento por tensión ambiental y exhibe un menor amarillamiento en aplicaciones al aire libre. En comparación con el polipropileno, el ASA tiene una menor contracción por moldeo (0,5 % frente a un 1,5 %), mayor rigidez, resistencia al impacto, temperatura de distorsión por calor y resistencia a la intemperie.

## Historia
En la década de 1960, James A. Herbig e Ival O. Salyer de Monsanto fueron los primeros en intentar hacer lo que se convertiría en ASA usando acrilato de butilo como fase de caucho. Este trabajo fue luego refinado por Hans-Werner Otto y Hans Peter Siebel de BASF utilizando un copolímero de acrilato de butilo con butadieno para la fase de caucho.

## Producción
ASA puede fabricarse mediante un proceso de reacción de los tres monómeros (estireno, acrilonitrilo, éster acrílico) o un proceso de injerto, aunque el proceso de injerto es el método típico. Se introduce un elastómero de éster acrílico injertado durante la copolimerización de estireno y acrilonitrilo. El elastómero se introduce en forma de polvo.
Hasta el 2003, solo hay unos pocos grandes fabricantes de ASA; p.ej. BASF, General Electric, Bayer, Miele, Hitachi y LG Chem. El proceso de producción es similar al ABS, pero tiene algunas diferencias y dificultades clave. La demanda anual alrededor de 2003 fue de alrededor del 1-5% de ABS.

## Aplicaciones
Se han preparado mezclas de ASA/PC (policarbonato) y están disponibles comercialmente.
En el área de la impresión 3D, mediante el sistema de Modelado por deposición fundida, el filamento ASA se utiliza principalmente para fabricar piezas impresas en 3D que deban absorber una cierta cantidad de impacto y energía de impacto sin romperse. Es el sustituto del material ABS (Acrilonitrilo butadieno estireno), pues no sufre de deformaciones (warping) como este último y es resistente a los rayos UV.
ASA con compuestos de plata, que hace que su superficie sea antimicrobiana por el efecto oligodinámico de la plata, se introdujo en el mercado en 2008.